# RAI Mux 1
RAI Mux 1 — первый мультиплекс наземного цифрового телерадиовещания Италии, созданный акционерным обществом Rai Way — дочерним предприятием телерадиокомпании RAI. Доступен на всей территории Италии: в его диапазоне работают 2156 передатчиков.

## Дециметровые частоты по регионам Италии
Первый мультиплекс RAI является единственным мультиплексом для трансляции в многочастотной сети на ультракоротких (третий поддиапазон) и дециметровых волнах в большинстве районов (четвёртый и пятый поддиапазоны). Обладает лучшим качеством передачи сигнала по сравнению с аналоговым вещанием.
| Регион                    | Метровая частота |
| ------------------------- | ---------------- |
| Пьемонт                   | UHF 22           |
| Валле д'Аоста             | UHF 27           |
| Ломбардия                 | UHF 23           |
| Трентино — Альто-Адидже   | UHF 22           |
| Эмилия-Романья            | UHF 24           |
| Венето                    | UHF 34           |
| Фриули — Венеция — Джулия | UHF 24           |
| Лигурия                   | UHF 46           |
| Тоскана                   | UHF 27           |
| Умбрия                    | UHF 29           |
| Марче                     | UHF 32           |
| Абруццо                   | UHF 35           |
| Молизе                    | UHF 39           |
| Лацио                     | UHF 28           |
| Кампания                  | UHF 23           |
| Пулья                     | UHF 32           |
| Базиликата                | UHF 29           |
| Сицилия                   | UHF 27           |
| Калабрия                  | UHF 35           |
| Сардиния                  | UHF 45           |

## Каналы

### Телевидение

#### Основные
| Номер | Канал             | Примечание          |
| ----- | ----------------- | ------------------- |
| 1     | Rai 1             | FTA                 |
| 2     | Rai 2             | FTA                 |
| 3     | Rai 3 TGR Regione | FTA (TGR regionale) |
| 48    | Rai News 24       | FTA                 |

#### Региональные
| Номер | Канал        | Примечание |
| ----- | ------------ | ---------- |
| 101   | France 2     | FTA        |
| 102   | RTS Un       | FTA        |
| 103   | Rai Südtirol | FTA        |
| 103   | Rai 3 Bis    | FTA        |

### Радиостанции
| Номер | Канал            | Примечание |
| ----- | ---------------- | ---------- |
| н/д   | Rai Radio 1      | FTA        |
| н/д   | Rai Radio 2      | FTA        |
| н/д   | Rai Radio 3      | FTA        |
| н/д   | Rai Radio Trst A | FTA        |